# Postface
 (février 2014).
Si vous disposez d'ouvrages ou d'articles de référence ou si vous connaissez des sites web de qualité traitant du thème abordé ici, merci de compléter l'article en donnant les références utiles à sa vérifiabilité et en les liant à la section « Notes et références ».
Pour l’article homonyme, voir Postface (émission de télévision).

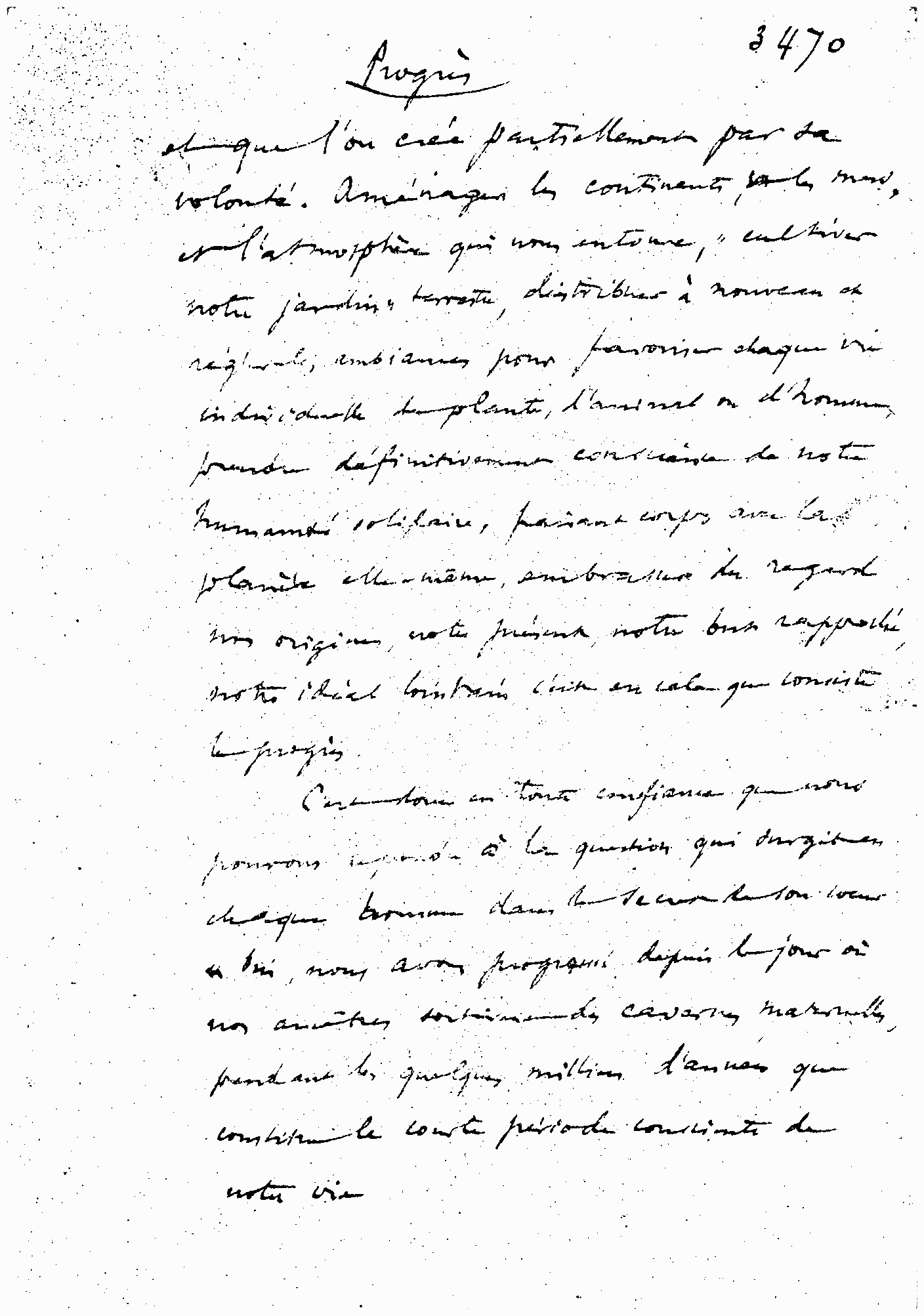
Page de la postface (après-propos) de L'Homme et la Terre par Élisée Reclus.

Une postface est un texte ajouté à la fin d'un livre ou d'un écrit en guise de supplément ou de conclusion, généralement pour émettre un commentaire, une explication ou un avertissement. Elle peut être rédigée par l'auteur du document ou par une autre personne. Placée dans les pages annexes, c'est-à-dire à la fin du document, la postface est séparée du corps principal de l'ouvrage. Bien qu'elle puisse faire office de conclusion, elle produit des informations qui, bien que non essentielles à l'intégralité de l'ouvrage, sont toutefois jugées pertinentes. A la postface s'oppose la préface, située dans les liminaires.
Enfin, la postface peut présenter une ouverture, c'est-à-dire un élargissement vers de nouvelles perspectives de recherche, de nouveaux problèmes à traiter, vers une question plus générale en lien avec celle traitée dans l'ouvrage.

## Histoire du mot
En français, le mot postface est formé du préfixe latin post- et de l'élément formant -face, tiré du mot préface. L'équivalent en français pur est donc après-propos. Le Trésor de la langue française, suivant Littré, relève une première attestation en 1736 sous la plume de Voltaire. On retrouve toutefois déjà ce mot en 1730, dans le titre de L'Éloge de rien, dédié à personne, avec une postface, œuvre burlesque de Louis Coquelet.